# Caio França
Caio França de Gouvea Gomes (Santos, 1º de agosto de 1988), mais conhecido como Caio França, é um advogado e político brasileiro, filiado ao Partido Socialista Brasileiro (PSB).

## Trajetória
Foi o mais jovem deputado estadual eleito no Estado de São Paulo nas eleições de 2014. E foi reeleito em 2018, com 162 166 votos.
Caio França nasceu em 1° de agosto de 1988, filho da professora Lúcia França e do advogado e ex-governador do Estado de São Paulo, Márcio França. Formou-se em direito pela Universidade Católica de Santos (UNISANTOS).
Foi vereador em São Vicente em 2008, obtendo 8.097 votos. Na Câmara apresentou projetos como as Sessões Itinerantes (que levou as sessões da Câmara aos bairros), criou o selo verde contra a dengue, levou o xadrez para as escolas públicas, criou também o Ecociclo (bicicletas que recolhem o lixo reciclável), além de participar de ações de pavimentação e criação de creches e unidades de saúde em São Vicente.
Sua atuação o levou à presidência da UVEBS (União dos Vereadores da Baixada Santista) em 2011, entidade que reúne todos os vereadores das nove cidades da Baixada Santista. Em 2012 disputou a eleição a prefeito e obteve 84.790 votos (47,01% dos votos válidos) em São Vicente, embora não tenha sido eleito.